# William Dobbie

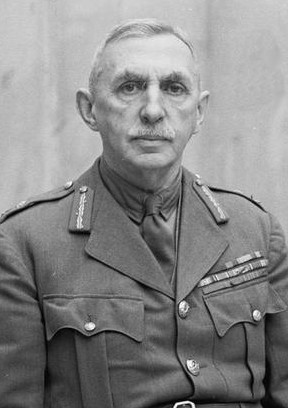
William George Shedden Dobbie, Mai 1942

Sir William George Shedden Dobbie, GCMG, KCB, DSO, (* 12. Juli 1879 in Madras, Indien; † 3. Oktober 1964 in Kensington, London) war ein britischer Offizier und Gouverneur von Malta. Er war Veteran des Zweiten Burenkrieges sowie des Ersten und Zweiten Weltkrieges.

## Kindheit und Jugend
William Dobbie wurde in Madras als Sohn eines Angestellten des Indian Civil Service, W. H. Dobbie, geboren. Seine Familie konnte eine lange militärische Traditionslinie aufweisen. Im Alter von neun Monaten ließen ihn seine Eltern in der Obhut von Verwandten in England, so dass er eine in Einklang mit den Traditionen der Familie stehende Ausbildung erhalten konnte.
Im Alter von dreizehn Jahren erhielt er ein Stipendium der Charterhouse School. Er gehörte zu den besten Schülern seiner Klasse und beschäftigte sich schon früh mit militärgeschichtlichen Studien. Mit Schulabschluss qualifizierte er sich für eine militärische Laufbahn an der Royal Military Academy in Woolwich. Von dort wechselte er zur Royal School of Military Engineering in Chatham. Danach trat er 1899 als Offizier der Royal Engineers in den Dienst der britischen Armee.
Dobbie war seit früher Jugend Mitglied der Plymouth-Brüder und ein tief überzeugter Christ. Schon mit vierzehn Jahren wurde er nach seinen eigenen Worten aufgerufen „in den Dienst Gottes zu treten“.

## Militärische Karriere

### Zweiter Burenkrieg
Im Jahre 1901 ging er mit seinem eigenen Pferd und seinem Stallburschen (der sich ihm freiwillig anschloss) nach Südafrika. Während des Zweiten Burenkrieges diente er in Transvaal und der Oranjefluss-Kolonie. Dort erwarb er Führungseigenschaften und technische Fähigkeiten, die ihm während seiner weiteren Karriere zugutekamen.
Nach einer Auslandsreise nach Bermuda und Dienst in Südirland trat Dobbie in einen der letzten Stabsoffizierkurse des Staff College Camberley, vor Ausbruch des Krieges ein.
Nach seiner Rückkehr heiratete er 1904 seine Frau Sybil, die Tochter eines Hauptmannes der Royal Artillery.

### Erster Weltkrieg
Dobbie nahm im Rahmen der British Expeditionary Force als Adjutant des Kommandeurs der 4. Division am Rückzug an der Marne und dem folgenden Angriff an der Aisne teil. Anschließend diente er in verschiedenen Divisions-, Korps- und Armeestäben. 1918 wurde er Generalstabsoffizier der Operationsabteilung im Oberkommando unter Feldmarschall Douglas Haig. Auf die Frage, was er im Ersten Weltkrieg tat, gab Dobbie zur Antwort: „Ich beendete das verdammte Ding!“. Er war im November 1918 gerade Stabsoffizier geworden. Das einzige Fernschreiben mit seiner Unterschrift war die Bekanntgabe des Waffenstillstandes an die unterstellten Truppen. Er wurde mit dem Distinguished Service Order ausgezeichnet und Companion des Order of St. Michael and St. George, weiterhin fünfmal mentioned in Despatches und Mitglied der französischen Ehrenlegion.

### Zwischenkriegszeit
In den ersten zehn Jahren nach Ende des Krieges diente Dobbie im Generalstab der Rheinarmee, in Aldershot, im War Office und im Western Command.
Im Jahre 1928 wurde er zum Brigadegeneral befördert und bekam das Kommando über die Infanteriebrigade in Kairo, Ägypten. Ein Wendepunkt in seiner Karriere trat im folgenden Jahr ein, als er sich mit ein schwerwiegender Ausbruch der rassischen und religiösen Feindschaft zwischen Juden und Arabern in Palästina befassen musste. Die Auseinandersetzungen hatten sich aus der Frage des Zugangs zu der Klagemauer in Jerusalem ergeben. Zu diesem Zeitpunkt wurde die Garnison in Palästina durch die Royal Air Force gestellt. Die Situation war jedoch völlig außer Kontrolle geraten, Recht und Ordnung waren zusammengebrochen, Grausamkeiten und Aufstände grassierten überall. Der Ausbruch ereignete sich während der Urlaubszeit, zu einem Zeitpunkt, als der Hochkommissar für Palästina und Transjordanien und die meisten der älteren Offiziere Palästina verlassen hatten und in England weilten. Es gab nur wenige Truppen in Reichweite; Dobbies Brigade war der nächstliegende Truppenteil und wurde mit der Bereinigung der Situation beauftragt. Dobbie setzte sich in den ersten Zug nach Jerusalem, um sofort die Führung zu übernehmen und die Situation unter Kontrolle zu bringen. Dobbie handelte schnell und energisch. Er ließ die Rädelsführer verhaften und aufständische Dörfer besetzen. Nach drei Wochen konnte er ein befriedetes Gebiet übergeben. Sein entschlossenes Handeln wurde gewürdigt, Dobbie wurde Companion des Order of the Bath.
Bereits zu diesem Zeitpunkt wurde Dobbies starke Religiosität deutlich. Zu Beginn der Operation betete er für die Führung und behauptete, er habe sie vom Herrn empfangen. Er gestattet auch der Bible Society das Neue Testament an seine Truppen zu verteilen und legte jeder Bibel eine Notiz bei, in der es hieß:

„You are stationed at the place where the central event in human history occurred - namely the crucifixion of the Son of God. You may see the place where this happened and you may read the details in this book. As you do this, you cannot help being interested, but your interest will change into something far deeper when you realise the events concern you personally. It was for your sake the Son of God died on the cross here. The realisation of this fact cannot but produce a radical change in one's life - and the study of this book will, under God's guidance, help you to such a realisation.“

Nach seiner Beförderung zum Generalmajor 1932 wurde Dobbie Kommandierender General (General Officer Commanding) in Chatham. Mit diesem Dienstposten waren das Kommando über die School of Military Engineering und der Dienstposten des Inspekteurs der Pioniere (Inspector Royal Engineers, jetzt Engineer-in-Chief) verbunden.
Im Jahre 1935 wurde er Oberkommandierender (General Officer Commanding) der britischen Truppen in British Malaya. Ihm wurde die Verantwortung für die Stärkung der Verteidigung der Halbinsel übertragen. Zu diesem Zweck wurde seinem Stabschef Oberst (später Generalleutnant) Arthur Ernest Percival (1887–1966) die Ausarbeitung einer taktischen Studie über wahrscheinliche Angriffsrichtungen übertragen. Percivals endgültiger Bericht, der in der zweiten Jahreshälfte 1937 fertiggestellt wurde, bestätigte, dass das nördliche Malaysia eine strategische Schlüsselposition für die Eroberung von Singapur und Borneo war. Sowohl Dobbie als auch Percival machten deutlich, dass das Halten Singapurs nicht mehr als selbstverständlich betrachtet werden konnte. Das Überleben der Marinebasis hing von der Verteidigung des malaysischen Festlandes ab. Im Mai 1938 schrieb Dobbie an den Stabschef des Imperialen Generalstabs:

„...It is an attack from the northward that I regard as the greatest potential danger to the Fortress (Singapore). Such an attack could be carried out in the northeast monsoon. The jungle is not in most places, impassable for infantry...“

„...ich betrachte einen Angriff aus dem Norden als größte potentielle Gefahr für die Festung (Singapur). Ein derartiger Angriff könnte während des nordöstlichen Monsuns durchgeführt werden. Der Dschungel ist an den meisten Stellen für Infanterie nicht unpassierbar...“

Dobbie fügte hinzu, dass ein Angriff in den Monaten zwischen November und März möglich sein könnte, trotz Wind und hoher Wellen, die der Nordost-Monsun produzierte. Dobbies und Percivals Berichte blieben folgenlos. Die Richtigkeit ihrer Annahmen wurde durch den erfolgreichen japanischen Feldzug in Malaysia und die Eroberung Singapurs 1941 bestätigt.
Dobbie wurde 1939 mitgeteilt, dass er nach der Verwendung in Malaya in den Ruhestand versetzt würde. Nach den neuen Vorgaben des britischen Kriegsministeriums war mit 60 Jahren zu alt für eine weitere Verwendung. Im August 1939 verließ er Malaya und kehrte nach England zurück.

### Zweiter Weltkrieg

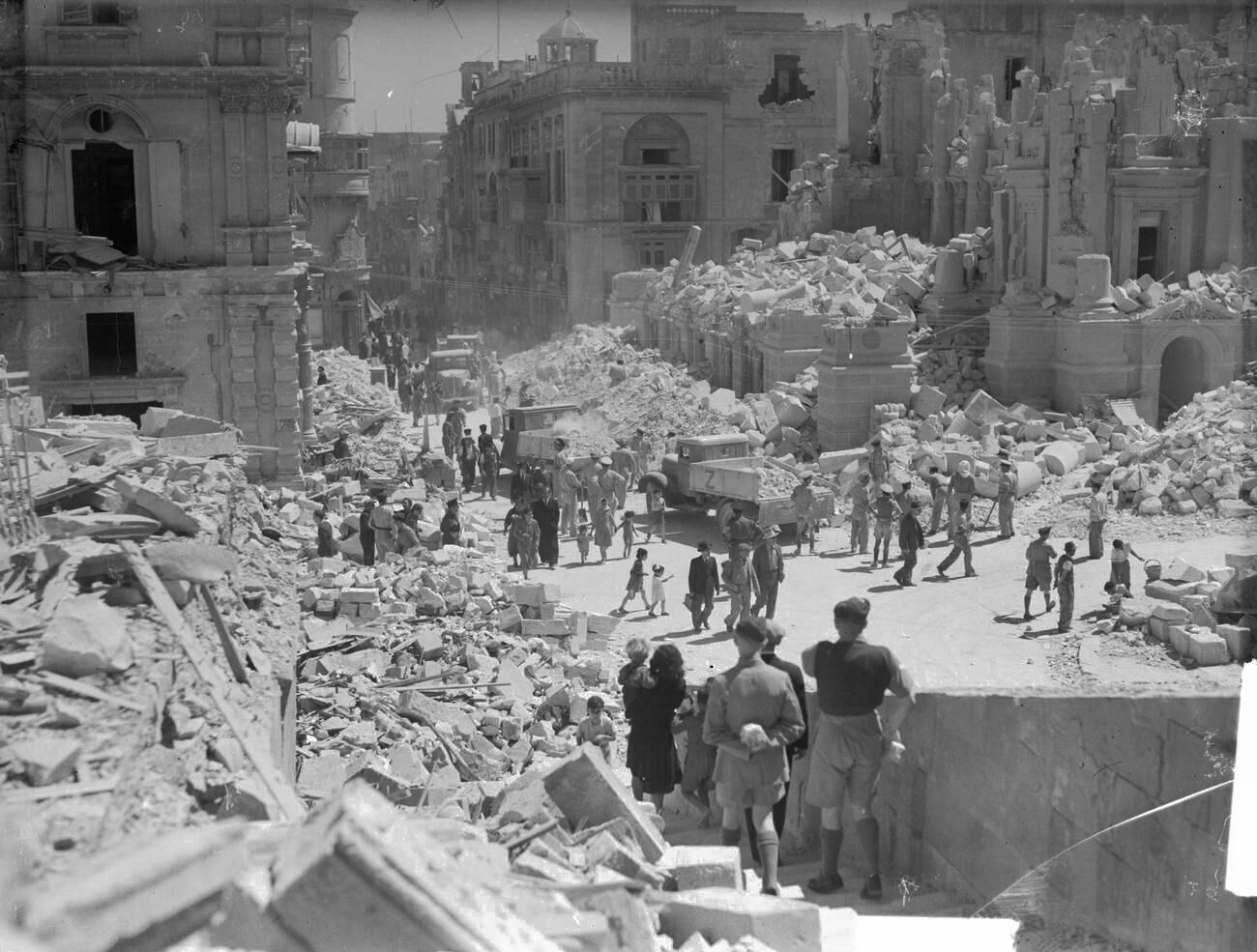
Der Kingsway in Valletta nach einem Bombenangriff

Nach Ausbruch des Krieges im September 1939 bemühte er sich vergeblich um eine Rückkehr in den aktiven Dienst. Im April 1940 begegnete er bei einem Mittagessen im United Service Club dem Chef des Imperialen Generalstabes (Chief of the Imperial General Staff), Edmund Ironside, der ihm die Position des Gouverneurs und Oberkommandierenden (Commander-in-chief) von Malta anbot. Dobbie erreichte die Insel wenige Wochen vor Beginn der Zweiten Großen Belagerung.

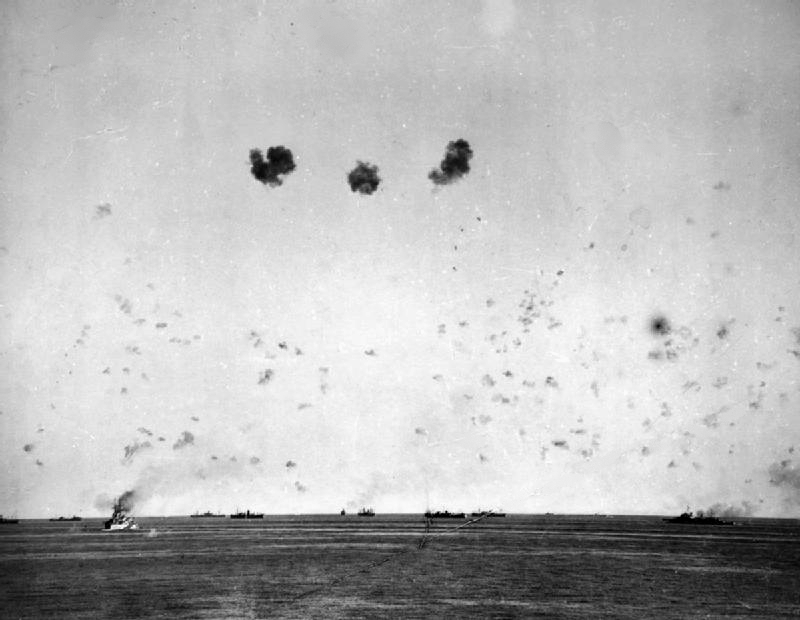
Luftangriff auf einen Malta-Konvoi

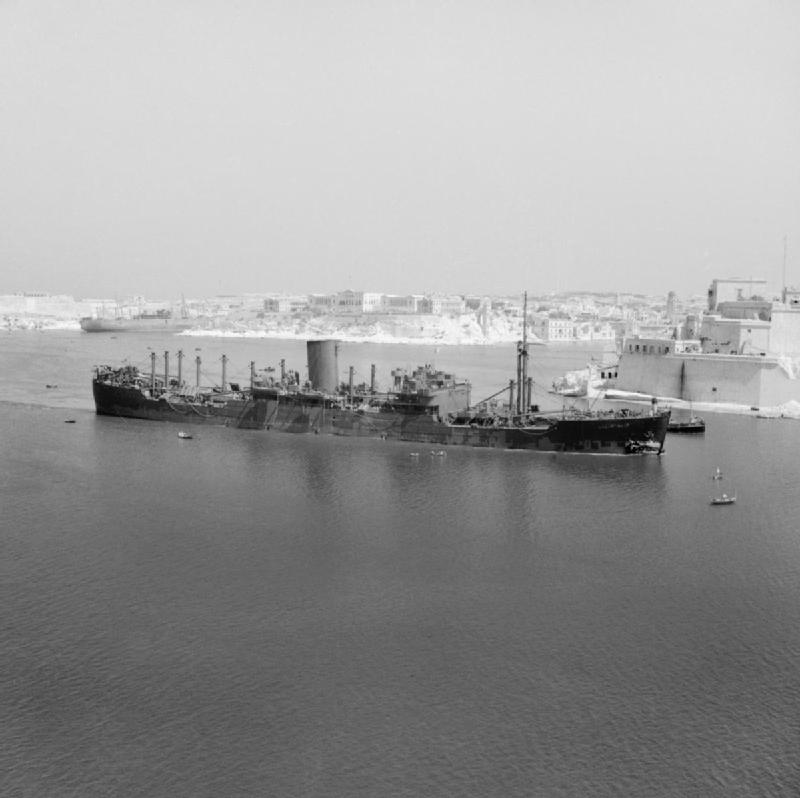
MV Brisbane Star erreicht während der Operation Pedestal den Grand Harbour

Zu Kriegsbeginn waren Garnison und Verteidigungseinrichtungen Maltas in einem hoffnungslosen Zustand. Dobbie hatte lediglich fünf schwache Bataillone, 16 veraltete Fla-Geschütze und vier veraltete Jagdflugzeuge zur Verfügung, die Jagdflugzeuge waren mehr oder weniger zufällig in einem Lager der Werften gefunden worden. Das Problem der Verteidigung wurde durch die hohe Bevölkerungsdichte (ca. 2700 Personen je Quadratmeile) verschärft. Neun Zehntel der Nahrungsmittel mussten importiert werden.
Nach dem Fall Frankreichs im Juni 1940 war aus dem Vereinigten Königreich keine Unterstützung zu erwarten. Der Chef des Imperialen Generalstabes sandte Dobbie ein Fernschreiben mit folgendem Wortlaut:

„Personal from the C.I.G.S., Deuteronomy Chapter Three, Verse Twenty-Two" (Ye shall not fear them: for the Lord your God he shall fight for you).“

„Persönlich vom Chef des Imperialen Generalstabes, Deuteronomium Kapitel drei, Vers 22 (Ihr sollt nicht Angst haben vor ihnen; denn der HERR, dein Gott, wird für euch streiten).“

Dobbies erste Handlung war die Herausgabe eines Tagesbefehls, in dem auf göttliche Hilfe und Unterstützung verwiesen wurde:

„The decision of His Majesty's Government to fight on until our enemies are defeated will have been heard with satisfaction by all ranks of the Garrison of Malta. It may be that hard times lie ahead of us, but however hard they may be, I know that the courage and determination of all ranks will not falter and that with God's help we will maintain the security of this fortress. I therefore call upon all officers and other ranks humbly to seek God's help, and then in reliance upon Him to do their duty unflinchingly.“

„Die Entscheidung der Regierung Seiner Majestät, bis zum endgültigen Sieg über unsere Feinde zu kämpfen, wurden mit Befriedigung von allen Reihen der Garnison von Malta gehört. Es kann sein, dass schwierige Zeiten vor uns liegen, aber so hart sie auch sein mögen, ich weiß, dass der Mut und die Entschlossenheit aller Dienstgrade nicht wanken wird, und dass wir mit Gottes Hilfe die Sicherheit dieser Festung halten werden. Ich fordere daher alle Offiziere und Soldaten auf, Gottes Hilfe demütig zu suchen, und dann im Vertrauen auf ihn unerschrocken ihre Pflicht zu tun.“

Danach wandte er sich sofort praktischen Schwierigkeiten und Gefahren wie der Ausschaltung der Fünften Kolonne auf der Insel und die Aushebung von Luftschutzbunkern zu (von der 173. Tunnel Company RE, die die Inseln im August 1941 erreichte, wurden 13 Meilen Tunnel in die Kalkfelsen der Insel getrieben). Er organisierte die Verteidigung der Strände und Flugplätze, die Einführung der Wehrpflicht und tausende weitere Details.
Im Juli und August 1941 kämpfte er unermüdlich für die überlebenswichtigen Konvois, deren erster Malta im Oktober 1941 erreichte. Seine Vorschläge wurden dreimal abgelehnt (der Krieg mit Japan war am Horizont bereits sichtbar), aber sein letzter persönlicher Vorstoß zum Premierminister Winston Churchill war letztlich erfolgreich. Dieser Konvoi war wahrscheinlich der entscheidende Faktor bei der Stärkung der Durchhaltefähigkeit der Festung 1942.
Im Sommer 1942 stellte die Luftwaffe die Bombenangriffe auf Malta ein. Bis zu diesem Zeitpunkt war im Ergebnis von rund 2.000 Angriffen jeder siebzigste zivile Einwohner der Inseln getötet worden. Es wird Dobbie als Verdienst angerechnet, dass das Kriegsrecht auf den Inseln nicht eingeführt wurde, obwohl die Bevölkerung unter großen Entbehrungen wie Unterernährung litt. Zu diesem Zeitpunkt wurde John Vereker, 6. Viscount Gort, als Nachfolger Dobbies bestimmt. Dobbies Kräfte waren erschöpft. Er wurde aus gesundheitlichen Gründen abgelöst und kehrte nach England zurück. Das Ende seiner Amtszeit wurde durch die Vergabe des Georgskreuzes an die Insel markiert. Unmittelbar nach seiner Rückkehr wurde Dobbie Knight Grand Cross des Order of St. Michael and St. George.
Dobbies religiöse Einstellung war letztlich nicht unumstritten, jedoch fand er durch sie leichter Zugang zu der ebenfalls tief religiös eingestellten Bevölkerung Maltas.

## Nachkriegszeit
Nach seiner Zurruhesetzung widmete sich Dobbie der Arbeit in der Plymouth-Brüder. Er verfasste mehrere religiöse Schriften, in denen er seine Erfahrungen während seiner militärischen Dienstzeit darstellte. Von 1940 bis 1947 war er Honorary Colonel der Royal Engineers. Er war ebenfalls Bailiff Grand Cross des Order of St John of Jerusalem.
Dobbie starb am 3. Oktober 1964 in seinem Haus in Kensington, London, England im Alter von 85 Jahren. Er ist auf dem Friedhof Charlton Cemetery begraben.

## Wissenswertes
Dobbies Eheschließung war für ihre Zeit sehr unkonventionell. Seine Schwiegermutter, eine Witwe mit nonkonformistischen Neigungen, gab am Vorabend der Eheschließung einen Empfang, an dessen Ende die Gäste zum Gebet aufgefordert wurden, „für diejenigen, die teilnehmen möchten“. Die Trauung fand am nächsten Tag in der Gospel Hall in Bracknell, Berkshire statt. Sie wurde von einem General durchgeführt, dem ein Standesbeamter unauffällig assistierte, damit die Eheschließung legal wurde. Der Onkel der Braut, Sir Benjamin Browne, war als ein frommer anglikanischer Christ von der ganzen Angelegenheit sehr verwirrt. Nach der Trauung fand in dem nahe gelegenen Haus von Sir George und Lady Pigot eine Teeparty statt. Dobbie schnitt den Kuchen mit seinem Schwert an, hatte aber leider versäumt, vorher die Vaseline von der Klinge zu wischen.
Während der Belagerung von Malta (1940–42) scherzten Maltas hartnäckige Verteidiger gerne über „Old Dob Dob's“ (wie er liebevoll von den Maltesern genannt wurde) Einsatz während der arabisch-jüdischen Unruhen in Palästina im Jahr 1929:

“This will be the easiest war. . . . We will have to fight only four days a week. The Arabs won't fight on Friday, the Jews on Saturday and Dobbie certainly won't on Sunday.”

„Dies ist der einfachste Krieg.... Wir müssen nur vier Tage in der Woche kämpfen. Die Araber werden nicht am Freitag kämpfen, die Juden nicht am Samstag und Dobbie wird sicherlich nicht am Sonntag.“

Louis Mountbatten, 1. Earl Mountbatten of Burma, äußerte sich wie folgt über Dobbies religiösen Eifer:

“[Dobbie] prays aloud after dinner, invoking the aid of God in destroying our enemies. This is highly approved of by the Maltese, who have the same idea about God, but I would prefer an efficient Air force here.”

„[Dobbie] betete nach dem Dinner laut und erflehte die Zerstörung unserer Feinde. Dies wird von der Bevölkerung Maltas, die ein ähnliches Verständnis von Gott hat, hoch anerkannt, allerdings würde ich eine effiziente Luftwaffe hier bevorzugen.“